# Damian Rascu
Damian Rascu, romunski general, * 9. januar 1892, † 6. februar 1970.